# Asbury (Iowa)
Asbury è una città degli Stati Uniti, situata nella Contea di Dubuque, nello Stato dell'Iowa.

## Geografia fisica
Asbury è situata a 42°30′56″N 90°45′48″W (42.515648 -90.763235). La città ha una superficie di 6,88 km²
interamente coperti da terra. Asbury è situata a 284 m s.l.m.

## Società

### Evoluzione demografica
Al censimento del 2010, Asbury contava 4.170 abitanti e 1.164 famiglie. La densità di popolazione era di 606,1 abitanti per chilometro quadrato. Le unità abitative erano 1.463 con una media di 212,6 per chilometro quadrato. La composizione razziale contava il 96,8% di bianchi, l'1% di afroamericani, l'1,1% di asiatici e lo 0,3% di altre razze.
| Anno | Abitanti |
| ---- | -------- |
| 1940 | 27       |
| 1950 | 52       |
| 1960 | 71       |
| 1970 | 410      |
| 1980 | 2.017    |
| 1990 | 2.013    |
| 2000 | 2.450    |
| 2010 | 4.170    |